# 葛飾柴又寅さん記念館
葛飾柴又寅さん記念館（かつしかしばまたとらさんきねんかん）は、東京都葛飾区柴又に所在する記念館である。柴又は松竹製作・配給の映画『男はつらいよ』シリーズの舞台であり、その世界観や各種資料を再現・展示している。同シリーズの映画監督を顕彰する「山田洋次ミュージアム」を併設している。

## 施設概要
- 住所：東京都葛飾区柴又6丁目22番19号
- 正式名称：葛飾区観光文化センター内葛飾柴又寅さん記念館
- 指定管理者：共立メンテナンス（2014年4月～2024年3月）、葛飾区観光文化施設運営共同事業体[2]（2024年4月～：コンベンションリンケージ・長谷工コミュニティ）
- 開館：1997年11月16日
- 開館時間：9:00 - 17:00（閉館30分前に入場）
- 休館日：第3火曜日（ただし第3火曜日が祝日の場合は直後の平日）および12月の第3火・水・木曜日
- 入場料：一般500円、児童・学生300円、シルバー400円、団体（一般）400円＊障害者は無料

※京成電鉄の主要駅（京成上野駅、成田空港駅など）では当記念館の前売入場券を発売している。（一般450円、児童・学生270円）

## 解説
柴又地区で、江戸川の高規格堤防の整備事業が行われ、河川敷と法面が一体で整備され「柴又公園」が設立された。当該記念館は、その柴又公園の真下に作られたものである。別棟にはレンタサイクルのセンターが設置されている。
『男はつらいよ』の世界をコーナー別に分けて展示しており、松竹大船撮影所（神奈川県鎌倉市。2000年閉鎖）から移設した「くるまや」「朝日印刷所」のセット、映画の名場面を紹介した映像コーナー、実物の革カバンなどの展示コーナー、記念撮影コーナーなどがある。2012年には『男はつらいよ』の原作者で、第3作と第4作を除いたシリーズの監督も務めた山田洋次を顕彰する「山田洋次ミュージアム」が開設された。
葛飾区では三年に一度両施設を改装しており、2022年4月9日にリニューアルオープンした。記念館入り口には壁3面にプロジェクションマッピングが映し出される「はじまりの部屋」が設けられ、「山田洋次ミュージアム」には山田が多くの時間を過ごした松竹大船撮影所のジオラマが置かれた。オープン前日の4月8日に式典が開かれ、山田洋次や倍賞千恵子らが出席した。

## 展示物
- ファサード
- プロローグ　はじまりの部屋
- 再現ジオラマ「柴又帝釈天参道」
- 撮影スタジオ「くるまや」
- 記念撮影コーナー（有料）
- タコ社長の「朝日印刷所」
- 「くるまや」模型
- 「わたくし生まれも育ちも葛飾柴又です」コーナー
- 寅さんタッチパネルコーナー/おかえりTORAJIRO

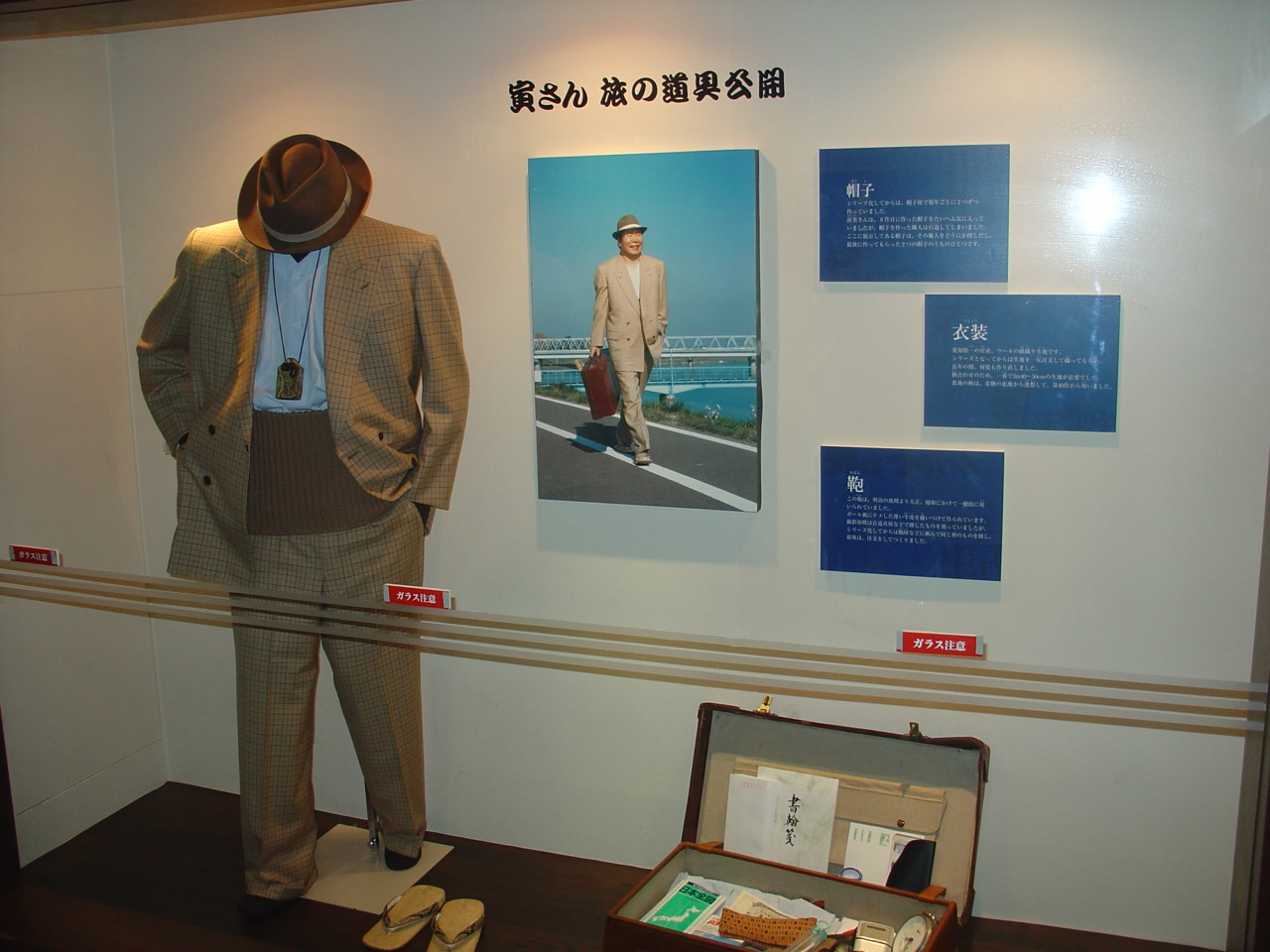
寅さん旅の道具

- 思い出に残る　なつかしの駅舎
- 帝釈人車鉄道への旅
- 寅さんが愛した　鈍行列車の旅
- 寅さんのあれこれコーナー
- エピローグ・エンディングコーナー
- こころのふるさとマップ（光庭）